# باتريشيا بنوا
باتريشيا بنوا (بالإنجليزية: Patricia Benoit)‏ هي ممثلة أمريكية، ولدت في 21 فبراير 1927 في فورت وورث في الولايات المتحدة، وتوفيت في 6 أغسطس 2018 في بورت تشيستير في الولايات المتحدة. من الجوائز التي نالتها جائزة المسرح العالمي سنة 1952.

## جوائز
- جائزة المسرح العالمي (1952)

## وصلات خارجية
- باتريشيا بنوا على موقع IMDb (الإنجليزية)
- باتريشيا بنوا على موقع قاعدة بيانات برودواي على الإنترنت (الإنجليزية)